# Tajmirski autonomni okrug
Tajmirski autonomni okrug ili Tajmirija (ruski: Таймы́рский автоно́мный о́круг) je federalni subjekt Ruske Federacije. Autonomni je okrug u Krasnojarskom kraju.
Ustanovljen je 30. prosinca 1930. godine. Ime je dobio po poluotoku Tajmiru. 
Okrug se naziva i Dolgano-nenecki autonomni okrug (ruski: Долгано-Ненецкий автономный округ), po imenima domorodačkih naroda, Dolganaca i Nenaca.
Tajmirski autonomni okrug je jedan od narjeđe naseljenih krajeva Ruske Federacije. U upravnom sjedištu Dudinki živi više od polovice stanovništva.
Prema referendumu od 17. travnja 2005., ovaj će okrug je zajedno s Evenčkim autonomnim okrugom pridružen Krasnojarskom kraju 1. siječnja 2007.

## Upravne podjele

### Rajoni
Tajmirski autonomni okrug se sastoji od idućih rajona:
- Diksonski rajon (Диксонский)
- Hatangski rajon (Хатангский)
- Ustj-Jenisejski rajon (Усть-Енисейский)

Grad Noriljsk, iako je okružen Tajmirskim okrugom, ne pripada njemu, nego je dijelom Krasnodarskog kraja.

## Stanovništvo

### Narodnosne skupine
Prema popisu 2002 ima 39.378 stanovnika iz 81 narodnosne skupine. Struktura prema narodnosti je:
| Broj pripadnika | Narod            | Postotak |
| --------------- | ---------------- | -------- |
| 23.318          | Rusi             | 58,6%    |
| 5.517           | Dolganci         | 13,86%   |
| 3.054           | Nenci            | 7,67%    |
| 2.423           | Ukrajinci        | 6,09%    |
| 1.018           | neizjašnjeni     | 2,56%    |
| 766             | Nganasanci       | 1,92%    |
| 587             | Povolški Nijemci | 1,47%    |
| 425             | Tatari           | 1,07%    |
| 305             | Evenci           | 0,77%    |
| 294             | Bjelorusi        | 0,74%    |
| 239             | Azeri            | 0,6%     |
| ...             | ostali           | ...      |

## Vanjske poveznice
- Официальный сайт Администрации Таймыра  Arhivirana inačica izvorne stranice od 24. siječnja 2009. (Wayback Machine) Službene stranice
- ТАЙМЫРСКИЙ (ДОЛГАНО-НЕНЕЦКИЙ) АВТОНОМНЫЙ ОКРУГ.Справочник административно-территориального деления на 1.01.2005 г. — каталог  Arhivirana inačica izvorne stranice od 24. kolovoza 2007. (Wayback Machine) Tajmirski okrug